# Picea likiangensis
Picea likiangensis é uma espécie de conífera da família Pinaceae.
Pode ser encontrada nos seguintes países: Butão e China.